# Gazān Khodāst
Gazān Khodāst (persiska: گزان خداست, Jazānkhāş, Gazān Khvāst, Jazān Khvāş) är en ort i Iran.   Den ligger i provinsen Kerman, i den sydöstra delen av landet, 1 100 km sydost om huvudstaden Teheran. Gazān Khodāst ligger 634 meter över havet och antalet invånare är 546.
Terrängen runt Gazān Khodāst är platt. Runt Gazān Khodāst är det glesbefolkat, med 12 invånare per kvadratkilometer. Närmaste större samhälle är Bambūyān, 3,5 km norr om Gazān Khodāst. Trakten runt Gazān Khodāst är ofruktbar med lite eller ingen växtlighet.